# Jorge Simão
António Jorge Rocha Simão (Pampilhosa da Serra, Portugal, 12 de agosto de 1976) conocido deportivamente como  Jorge Simão, es un exfutbolista y entrenador portugués de fútbol que actualmente dirige al club el esloveno N. K. Olimpija Ljubljana.

## Trayectoria

### Como futbolista
Nacido en Pampilhosa da Serra, Distrito de Coímbra, Simão jugó únicamente fútbol aficionado, surgiendo a través de C.F. El sistema juvenil de Estrela da Amadora y su retiro a la edad de 26 años. 

### Como entrenador
Comenzó a trabajar como entrenador en 2003, pasando a ser asistente en varios clubes.
En febrero de  2014, Simão se embarcó en su primer cargo directivo al aceptar una invitación en el Atlético Clube de Portugal de la Segunda Liga hasta el final de la temporada. A pesar de reclamar 16 puntos de 36 posibles, no pudo evitar que su equipo terminara en la parte inferior de la liga, pero luego fueron reincorporados a medida que la competencia se expandió.
Posteriormente, Simão se unió a C.D. Mafra de la tercera división. En marzo de 2015, sin embargo, se mudó directamente a la Primeira Liga con C.F. Os Belenenses.
En la temporada baja de 2015, Simão sucedió a Paulo Fonseca al mando de F.C. Paços de Ferreira. Se fue al final de la campaña, después de lograr un séptimo lugar.
Simão comenzó la temporada 2016–17 también en el nivel superior, con G.D. Chaves. El 17 de diciembre de 2016, fue nombrado miembro del club de la liga S.C. Braga como reemplazo del despedido José Peseiro; renunció a este último a fines de abril de 2017, debido a los malos resultados.
Simão regresó a la máxima categoría activa y portuguesa el 14 de septiembre de 2017, reemplazando al despedido Miguel Leal al timón del Boavista FC. Su primer juego a cargo fue dos días después, y su equipo logró derrotar a los actuales campeones S. L. Benfica 2–1 en casa. El 26 de enero de 2019, con el equipo un punto por encima de los lugares de descenso, se fue por consentimiento mutuo para ser reemplazado por Lito Vidigal.
En junio de ese año, el directorio del club de campeonato EFL Middlesbrough discutió el nombre de Simão por su vacante puesto directivo, pero en su lugar, tomó su primer trabajo en el extranjero en el Al-Fayha FC en la Liga Profesional de Arabia Saudita.
Después paso por Bélgica entrenando al Royal Excel Mouscron, en la actualidad entrena al Paços de Ferreira, en la que es su segunda etapa.

## Clubes

### Como futbolista
| Club           | País     | Año         |
| -------------- | -------- | ----------- |
| Real Massamá   | Portugal | 1995 - 1996 |
| Atlético Cacém | Portugal | 1996 - 2000 |
| Fanhões        | Portugal | 2001        |
| Carregado      | Portugal | 2001 - 2002 |
| Pêro Pinheiro  | Portugal | 2002 - 2003 |

### Como asistente técnico
| Club              | País     | Año         |
| ----------------- | -------- | ----------- |
| Atlético Cacém    | Portugal | 2003 - 2004 |
| Sacavenense       | Portugal | 2004 - 2005 |
| Odivelas          | Portugal | 2005 - 2007 |
| Olivais Moscavide | Portugal | 2007 - 2009 |
| Estrela Amadora   | Portugal | 2009        |
| Belenenses        | Portugal | 2012 - 2014 |

### Como entrenador principal
| Club                 | País           | Año           |
| -------------------- | -------------- | ------------- |
| Atlético             | Portugal       | 2014          |
| Mafra                | Portugal       | 2014 - 2015   |
| Belenenses           | Portugal       | 2015          |
| Paços de Ferreira    | Portugal       | 2015 - 2016   |
| Chaves               | Portugal       | 2016          |
| Braga                | Portugal       | 2016 - 2017   |
| Boavista             | Portugal       | 2017 - 2019   |
| Al-Fayha             | Arabia Saudita | 2019 - 2020   |
| Royal Excel Mouscron | Bélgica        | 2020-2021     |
| Paços de Ferreira    | Portugal       | 2021          |
| Santa Clara          | Portugal       | 2023-presente |